# © 1998 Amerik
 (août 2019).
Albums de Erik Arnaud
Comment je vis
© 1998 Amerik est le premier album d'Erik Arnaud sorti le 26 octobre 1998.Il est enregistré et mixé par Stéphane Teynié à La Boite A Musique en 1997. Outre, Erik Arnaud (voix, guitares) ont participé à cet album, Alex Nivet (basse sur 1, 5, 6, 8 et 9), Régis Faure (batterie sur 2, 6, 7, 8 et 9), Frank Costanzo (batterie sur 1, 3 et 5 et chœurs sur 5, 8 et 9). Les paroles et musiques sont d'Erik Arnaud, sauf American Psycho dont le texte est de Bret Easton Ellis. 
La distribution  PIAS - Play it again sam, 640.9921.28

## Morceaux
| No  | Titre                  | Durée |
| --- | ---------------------- | ----- |
| 1.  | Une guerre ouverte     |       |
| 2.  | Ma chanson française   |       |
| 3.  | L'homme qui s'avance   |       |
| 4.  | Musiq                  |       |
| 5.  | Tous ensemble          |       |
| 6.  | 2020, année symbolique |       |
| 7.  | Sardou et les autres   |       |
| 8.  | Sous nos yeux          |       |
| 9.  | American psycho        |       |
| 10. | Le dieu disco          |       |